# 萊柳希夫卡
49°21′18″N 34°17′58″E / 49.35500°N 34.29944°E
萊柳希夫卡（羅馬化：Leliukhivka）是烏克蘭中部的村莊，隸屬波爾塔瓦州的波爾塔瓦區。該村處於波盧濟爾亞河畔，距離納扎連基0.5公里，面積3.33平方公里，海拔高度79米。